# Congado de Santa Efigênia
A Banda Dançante do Rosário de Santa Efigênia é um grupo de Congado, que se reúne no bairro Santa Efigênia, em Barbacena, Minas Gerais, próximo à Igreja de Santa Efigênia, padroeira local. O grupo organiza anualmente o Encontro de Bandas de Congado, evento que recebe participantes de diversas regiões vizinhas. Em outubro de 2024, por meio da Lei Municipal nº 5.313, o evento foi oficialmente incluído no calendário do município de Barbacena.  

### Origem do Congado

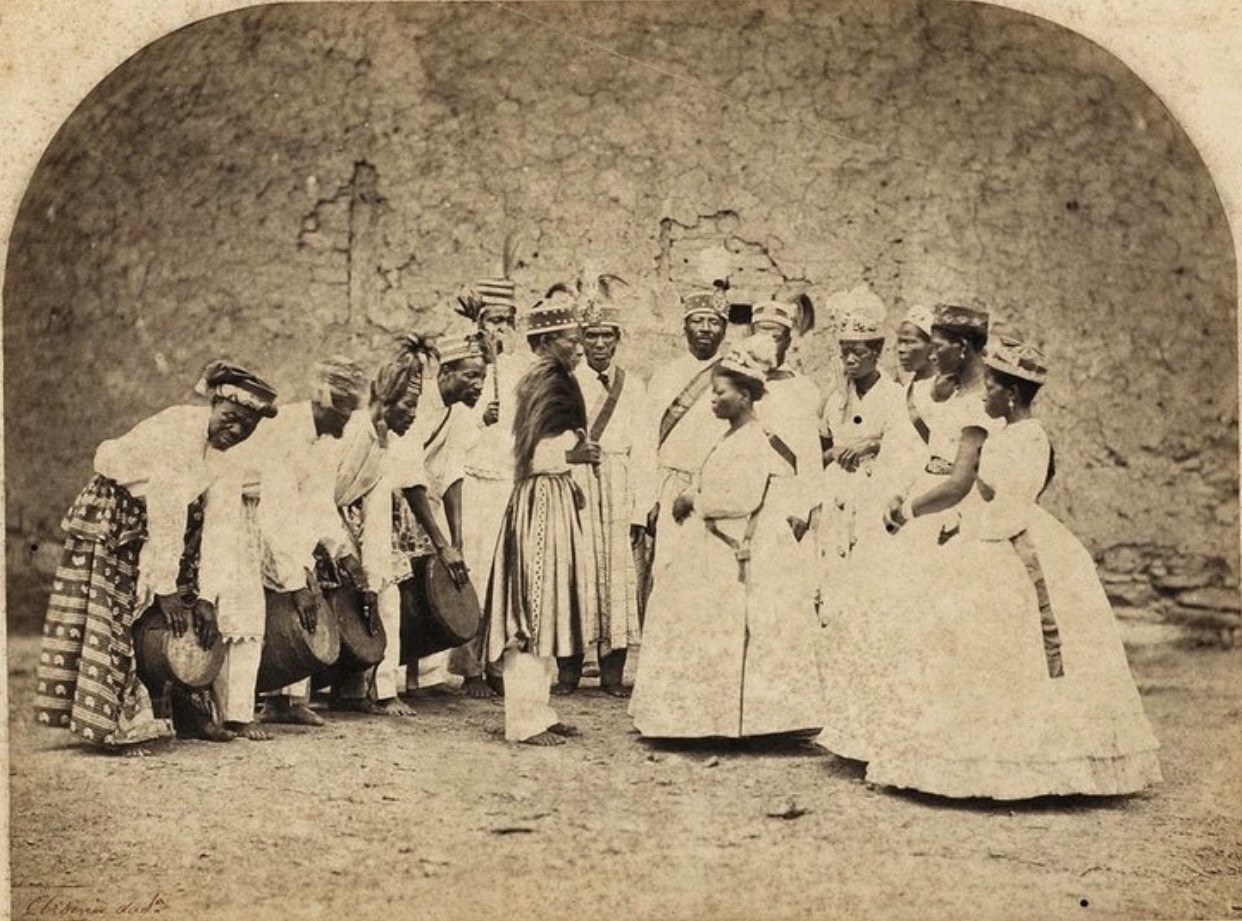
Congada em 1860. Fotografia de Arsênio da Silva encomendada pelo Imperador Dom Pedro II.

A Congada, ou Congado, é uma manifestação cultural e religiosa afro-brasileira, presente em diversas cidades do Brasil. Desde de Agosto de 2024 a Congada teve o reconhecimento do Governo de Minas Gerais como Patrimônio Cultural Imaterial do Estado. 
Com raízes na cultura dos povos africanos escravizados, segundo Frei Chico, "a identidade do congado, antes de tudo, é brasileira". Além disso, segundo Jarbas Siqueira Ramos (2017, p 298) a congada é: "uma manifestação cultural resultante da inter-relação de aspectos da cultura africana, luso espanhola e indígena, que se mesclaram em solo brasileiro e se configuraram numa das mais significativas tradições culturais deste país" o que a caracteriza, segundo Leda Maria Martins como uma "cultura da encruzilhada". 
Leda Maria Martins define a congada como uma "cultura da encruzilhada" porque a concepção da encruzilhada, especialmente dentro das tradições africanas e afro-brasileiras, simboliza um ponto de interseção e transformação. No contexto da congada, a encruzilhada é entendida como um espaço de encontros entre diferentes dimensões: o sagrado e o profano, o ancestral e o contemporâneo, o africano e o europeu.

### Contexto Histórico
Os povos africanos escravizados chegaram a Minas Gerais em razão do dinamismo econômico da região. Desde o século XVII, os bandeirantes exploraram o território mineiro em busca de minerais preciosos. Com o declínio da mineração no século XIX, a província se destacou como um importante entreposto comercial, fornecedora de alimentos para a Corte e uma das maiores exportadoras de café do mercado mundial. Nesse contexto, a presença africana foi decisiva para a formação das práticas culturais e religiosas, como a Congada.

### Congado em Barbacena e a Banda Dançante do Rosário de Santa Efigênia

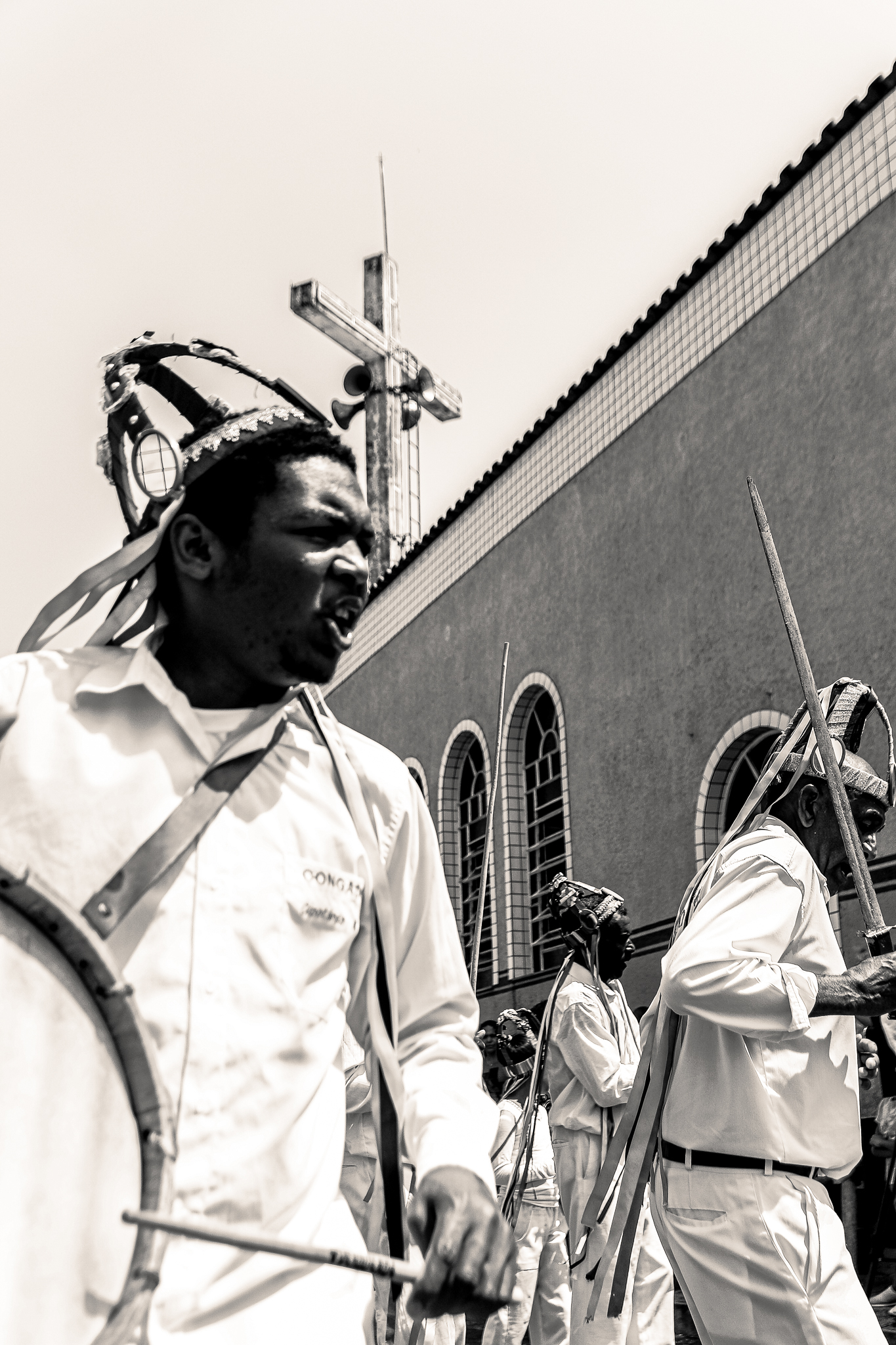
Congadeiros em frente a Igreja de Santa Efigênia, em Barbacena

A Banda Dançante do Rosário de Santa Efigênia teve início em 1948, trazida ao município de Barbacena por José Alves, após o desmembramento da Banda de Missionários no distrito de Alto Rio Doce. Em 1976, devido à idade avançada de José Alves, seu filho, Antônio Alves, oficializou o registro da Congada e assumiu sua liderança. 
Desde então, a Banda Dançante do Rosário de Santa Efigênia organiza um Encontro anual de Bandas de Congada, uma festa que ocorre anualmente no terceiro domingo de setembro no Bairro de Santa Efigênia, tornando-se tradição. 
O Encontro de bandas se tornou um evento oficial incluído no calendário do município de Barbacena pela Lei Municipal de número 5.313 sancionada em 30 de outubro de 2024 e publicada em 04 de novembro do mesmo ano considerando que o evento tem como objetivo principal promover a cultura e celebrar as bandas de Congado, representativas das tradições culturais afro-brasileiras.
A data do evento é definida pela Associação Banda Dançante do Rosário de Santa Efigênia, entidade responsável por coordenar as celebrações. O encontro tem caráter beneficente e é realizado sem fins lucrativos, buscando preservar e divulgar as diversas manifestações do Congado, uma expressão cultural que mistura música, dança e religiosidade.
A organização da celebração envolve toda a comunidade local, que participa na arrecadação de fundos e na coordenação das atividades, como a preparação de comidas típicas e montagem de barraquinhas. Além da Banda Dançante do Rosário de Santa Efigênia, a festa atrai entre 16 e 18 bandas de Congada, provenientes de outras cidades vizinhas, como Antonio Carlos, Conselheiro Lafaiete, Carandaí, dentre outras, destacando-se como um importante evento regional. O Encontro de Bandas de Congado reforça o compromisso de Barbacena com a valorização do patrimônio imaterial e o fortalecimento das tradições culturais locais.

### Religião

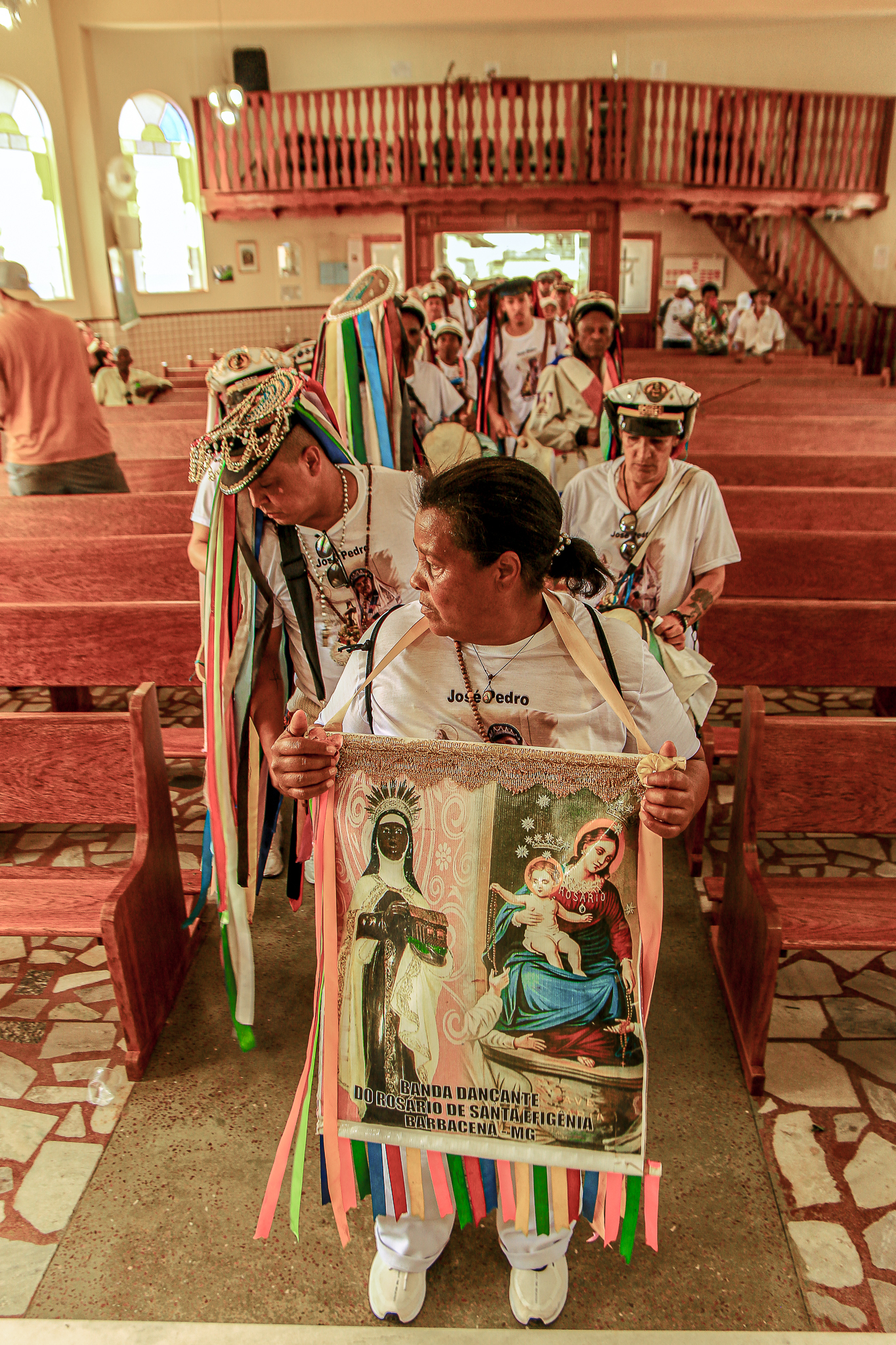
Igreja de Santa Efigênia, em Barbacena

Em Barbacena, o congado já era praticado de forma independente na comunidade de Santa Efigênia, um bairro periférico da cidade, mesmo antes da construção da igreja local. De acordo com Talita Ferreira (2017), a relação entre a Banda dançante do Rosário de Santa Efigênia e a Igreja Católica começou a se consolidar por meio de um convite feito pelos membros da banda ao pároco responsável pela recém-criada paróquia que abrangia a comunidade a assistirem as apresentações da banda. Segundo Ferreira, relatos do pároco, que atua há mais de cinquenta anos na paróquia, indicam que, naquele período, a formação de uma paróquia dependia de um corpo ativo de fiéis. Dessa forma, o diálogo com os congadeiros foi estratégico, unindo um grupo já atuante na região à nova estrutura eclesiástica.
Esse protagonismo foi crucial para a fundação da Igreja de Santa Efigênia, permitindo a continuidade dos cultos em louvor à padroeira e integrando elementos das tradições afro-brasileiras às práticas religiosas católicas. A celebração da Congada transcende a religiosidade cristã, simbolizando a fusão entre a devoção a Santa Efigênia, padroeira do bairro e protetora dos desabrigados, e as tradições africanas trazidas pelos negros escravizados. Essa interação reflete a resiliência cultural afro-brasileira e o sincretismo religioso.
Durante o evento, os fiéis costumam fazer promessas à santa, especialmente relacionadas ao "sonho da casa própria", reafirmando a importância espiritual e comunitária da celebração. Os trajes coloridos utilizados pelos participantes – em tons de rosa, roxo, azul, verde, amarelo e branco – também carregam significados simbólicos ligados à religiosidade afro-brasileira, expressando a rica herança cultural que a Congada representa.

### Música e Cultura Afro-Brasileira
A música é um elemento essencial do Congado, incorporando instrumentos como cuíca, pandeiro, reco-reco, cavaquinho, violão, sanfona e tamborim. Esses ritmos evocam tradições afro-brasileiras e são transmitidos por gerações.
Durante a celebração, as bandas de Congado são permitidas dentro da Igreja para apresentações que integram a Missa em homenagem à Santa Efigênia. As canções reverenciam santos como São Benedito e Nossa Senhora do Rosário, reforçando os laços comunitários e o compromisso religioso.

## Ligações Externas
- Congada - Toda Matéria
- Cultura Afro-Brasileira - Barbacena Online